# 3408 Shalamov
3408 Shalamov este un asteroid din centura principală, descoperit pe 18 august 1977 de Nikolai Cernîh.